# Moscardini (Rivoluzione francese)

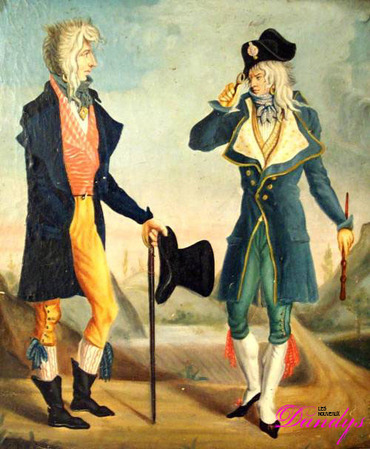
Carle Vernet, Due moscardini ("Les nouvelles dandys").

I Muscadins, reso in italiano con Moscardini, conosciuti anche come jeunesse dorée (gioventù dorata), Incroyables (Incredibili; Incroyables e Merveilleuses erano soprannomi dati agli uomini e alle donne termidoriani alla moda), Collets noirs (Colletti neri), erano giovani francesi d'idee controrivoluzionarie e monarchiche, caratterizzati dalla cura ricercata e pretenziosa dell'abbigliamento e dall'atteggiamento snob. Il termine era noto fin dal XVII secolo e derivava dall'italiano moscardino, designando "una pastiglietta commestibile, profumata di muschio", secondo il Dizionario dell'Accademia del 1798, forse perché usavano molto il profumo del muschio o della noce moscata. Nel periodo 1794-1795 essi costituivano anche delle bande paramilitari attive contro i montagnardi.

## Storia
I muscadins appartenevano socialmente alla piccola borghesia, erano generalmente commessi di negozio, fattorini, impiegati pubblici. Per snobismo, parlavano senza pronunciare la r (in quanto prima lettera di "rivoluzione"), e il loro abbigliamento fu messo in caricatura da Carle Vernet: bicorno a mezza luna o a "coda di merluzzo", parrucca infarinata o incipriata, bavero o colletto nero, vestito con 17 bottoni di perla in onore di Luigi XVII, cravatta che avvolgeva tutto il collo come una sciarpa in segno di lutto per l'esecuzione sulla ghigliottina di Luigi XVI, detta écrouélique (da écrouél, "gozzo"; secondo alcuni un'imitazione dell'autoritratto in prigione del pittore giacobino Jacques-Louis David dopo il termidoro); portavano anche l'abito troppo stretto, un enorme monocolo, e sotto le parrucche i capelli erano lasciati crescere lungo le tempie, in una moda chiamata "orecchie di cane"; un pettine di corno raccoglieva in un ciuffo dietro la testa (a raffigurare il modo con cui si presentavano al patibolo i condannati a morte) i capelli che dovevano essere tagliati con il rasoio e non con le forbici, considerate troppo comuni e volgari; le trecce potevano anche essere raccolte e trattenute da un'asticella di piombo. 

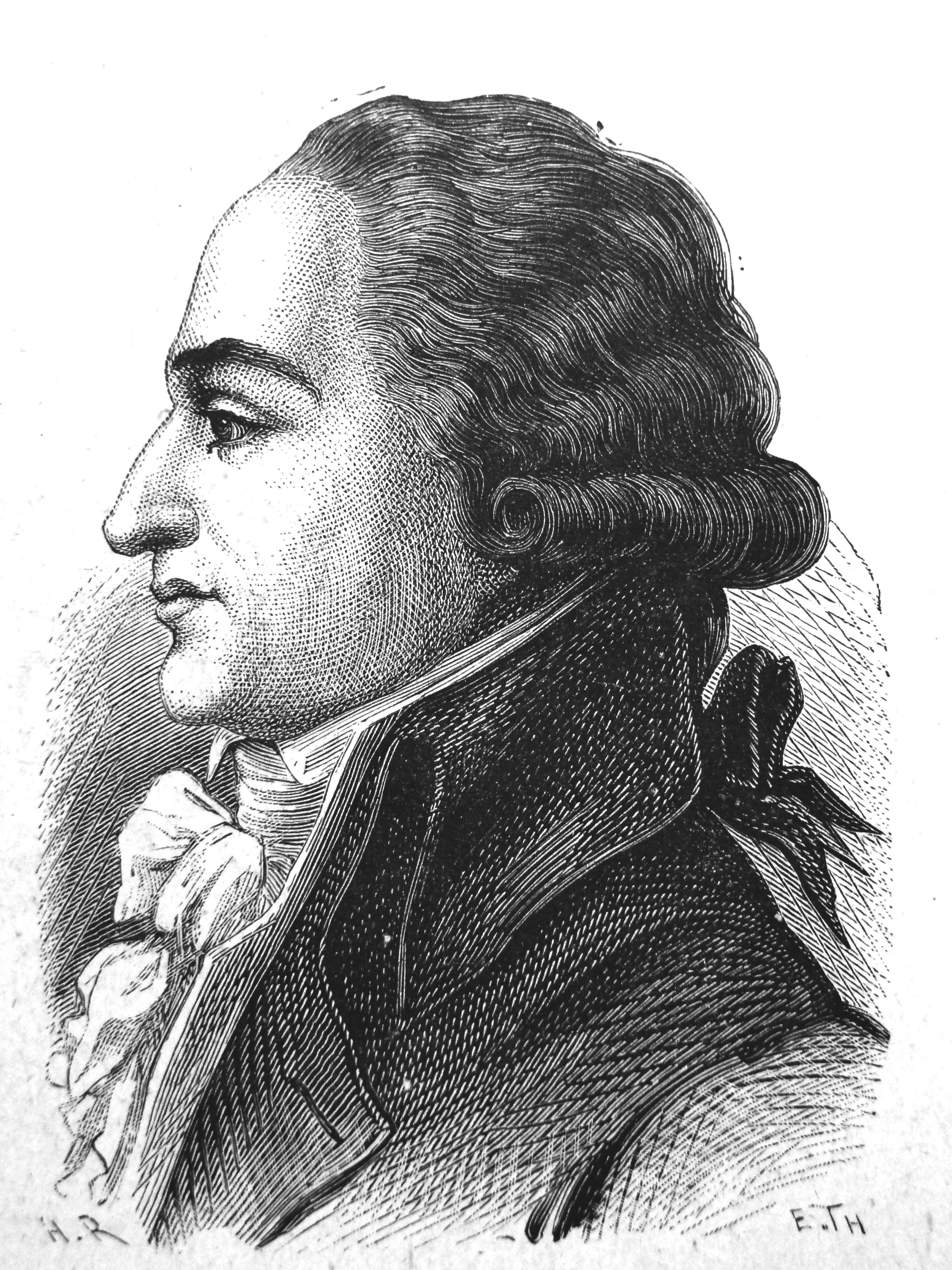
L'ex rivoluzionario Stanislas Fréron fu il principale organizzatore delle bande armate di Moscardini

A volte indossavano dei grandi anelli alle orecchie, enormi occhiali oppure un grande pince-nez con una lunga asta davanti agli occhi come se fossero affetti da una forte miopia. I pantaloni erano chiusi sotto il ginocchio, le scarpe erano medievali a punta e tenevano un bastone piombato e nodoso in pugno, soprannominato "potere esecutivo", del quale si servivano sia come bastone da passeggio, sia per bastonare sospetti giacobini nelle ronde notturne o nelle risse.

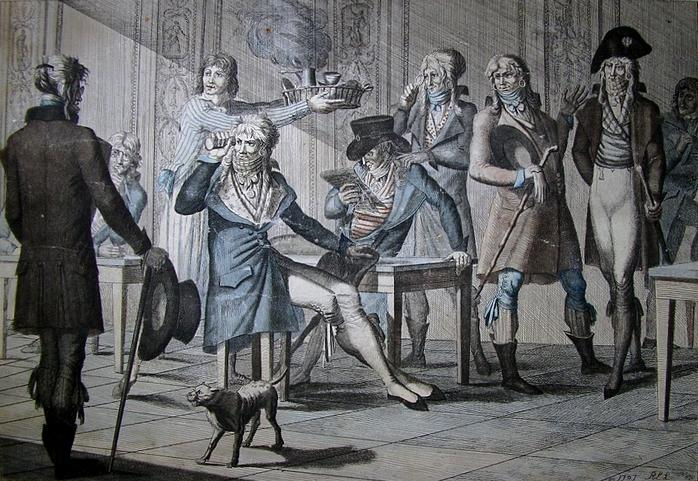
Il Café des Incroyables

A Parigi avevano come luogo di ritrovo il Café de Chartres, divenuto poi Le Grand Véfour, al Palais Royal. Il loro riferimento politico era Stanislas Fréron, un ex dantoniano e rappresentante in missione espulso dai giacobini dopo Termidoro, e il suo giornale, L'Orateur du peuple, un tempo giornale rivoluzionario. Tipico trasformista, Fréron si era rapidamente spostato su posizioni moderate e quasi monarchiche, stringendo alleanza politica per un periodo col Presidente della Convenzione termidoriana nel 1795 e membro del nuovo Comitato di salute pubblica, uno dei capi della Pianura, François-Antoine de Boissy d'Anglas.
Apparvero sulla scena al tempo della reazione termidoriana, quando provocarono violenze e disordini e, il 19 brumaio dell'anno III (9 novembre 1794), attaccarono il club dei Giacobini guidati da Fréron e ne imposero la chiusura, unitamente a molte sezioni e al tribunale militare. 
Politicamente i membri della Gioventù Dorata erano vicini ai termidoriani, oppure erano monarchici: ultrarealisti o aderenti poi al Club di Clichy (monarchici moderati), o vicini ai membri della Pianura, comunque nemici dei Montagnardi.
I più estremi erano dei monarchici convinti, simpatizzavano apertamente per la causa degli chouan vandeani, per i verdets e per gli emigrati.

### Le bande armate
Alcuni moscardini costituirono vere e proprie bande armate di reazionari royalistes, organizzate da Fréron e Paul Barras - insieme a Jean-Lambert Tallien, un altro ex giacobino macchiatosi di abusi in missione e rivoltatosi contro Robespierre - nuovo uomo forte nella Convenzione termidoriana: passarono presto alla violenza fisica e alle vendette durante il primo Terrore bianco dei tempi post-termidoro fino alla nascita del Direttorio.

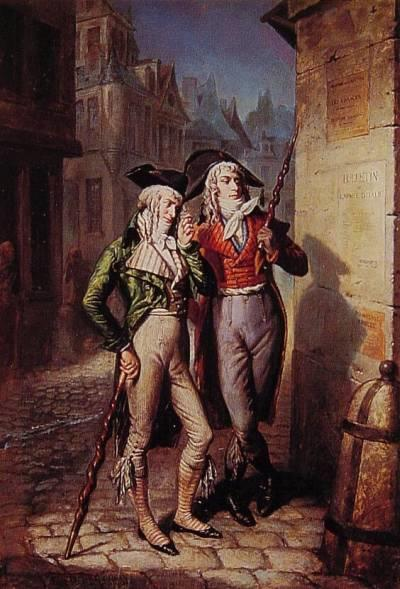
Due moscardini compiono una ronda notturna contro i giacobini.

Questi moscardini, particolarmente agguerriti a Parigi, erano circa tremila, ex-detenuti sospetti, disertori dell'esercito, giornalisti, artisti, chierici, piccoli commercianti della riva destra, organizzati in gruppi attorno a cantanti e musicisti come Pierre Garat, François Elleviou, Ange Pitou, al drammaturgo Alphonse Martainville e al giornalista Isidore Langlois, guidati da Victor Amédée de La Fage, marchese di Saint-Huruge, un avventuriero e nobile non ghigliottinato, ex dantonista.
Conducevano la loro agitazione nel quartiere del Palais-Royal, allora chiamato ancora Palais-Égalité, schiamazzavano nelle strade cantando l'inno monarchico Le réveil du peuple, si riunivano nei caffè monarchici, interrompevano gli spettacoli teatrali per fischiare un attore considerato "terrorista", imponevano una recita o un'aria, attaccavano chiunque avesse una reputazione o un'aria da giacobino, e ne fece le spese anche il girondino Louvet de Couvray, il cui giornale, La Sentinelle, attaccava sia i giacobini che i monarchici.
Essi distruggevano immagini dei vecchi rivoluzionari e, dopo aver fatto chiudere il club giacobino, imposero l'espulsione delle spoglie di Marat, l'8 febbraio 1795, trasferito dal Panthéon di Parigi ad un cimitero comune, scatenarono risse fino ad arrivare agli stupri e agli omicidi di giacobini. Una leggenda vuole che i moscardini abbiano, in seguito, riesumato dal cimitero e gettato infine i resti di Marat nelle fogne di Parigi.
I moscardini si unirono anche alla repressione armata dell'insurrezione popolare del 20 maggio 1795, dapprima presidiando la Convenzione, ma fuggendo al primo assalto degli insorti filo-montagnardi, e poi, tre giorni dopo, assalirono il faubourg Saint-Antoine, ma ebbero la peggio e scamparono a stento al massacro, mentre Fréron in Convenzione sfuggì ad un cruento attentato per uno scambio di persona: al posto suo fu linciato e decapitato il deputato Féraud.

### Fine del movimento
Una volta messi fuori gioco giacobini, montagnardi e sanculotti, la Convenzione termidoriana tentò di sbarazzarsi dei moscardini chiudendo il Café de Chartres. Così essi, guadagnati alla causa dell'ancien régime per il ritorno dell'assolutismo, appoggiarono la rivolta realista di vendemmiaio, che fallì sotto le cannonate dell'esercito di Bonaparte. Da allora i muscadins rappresentarono soltanto "una protesta d'eleganza in una guerra di merletti".
C'erano in quel periodo forse i cosiddetti "balli delle vittime", dove erano ammessi soltanto quelli che dichiaravano di aver perduto dei parenti sul patibolo e dove si ballava vestiti a lutto e ci si salutava con un rigido inchino della testa come se questa fosse stata tagliata dalla lama della ghigliottina. Alcune donne, vedove, mettevano nastri rossi o neri al collo in memoria dei mariti decapitati, o guanti bianchi simboleggianti l'innocenza.
Sebbene queste mode stravaganti siano attestate, è stata comunque messa in dubbio la veridicità storica dei balli delle vittime (ad esempio dallo storico Ronald Schechter), la cui esistenza è approfondita solo anni dopo ad esempio negli scritti di Thomas Carlyle (The French Revolution del 1837, in cui si fa uso di fonti anche dubbie come pamphlet e pubblicistica) e diede origine a leggende gotiche in epoca romantica, come quella che fa da sfondo al romanzo di Alexandre Dumas padre La ghigliottinata. La dama dal nastro di velluto (1849).
Il club monarchico fu sciolto per "realismo" da Barras col colpo di Stato del 18 fruttidoro (1797), e la Gioventù Dorata in seguito fu solo l'avanguardia del dandismo francese in età napoleonica e durante la Restaurazione, senza velleità politiche.
Quanto all'organizzatore dei Moscardini, Stanislas Fréron, abbandonato da essi per essere rimasto filo-repubblicano, si adattò prima al nuovo Direttorio (1795-1799), poi divenne sostenitore attivo del Consolato di Napoleone, alla cui famiglia era legato da tempo; tentò di sposare Paolina Bonaparte e infine morì di febbre gialla assieme al marito di quest'ultima, durante una spedizione a Saint-Domingue nel 1801.